# Orde van de Zon van Alexander
De Orde van de Zon van Alexander ("Iskander Salis") werd in 1898 door Emir Abdul Ahad van Emiraat Buchara ingesteld. De orde had een onbekend aantal graden. Er was een blauw lint maar de draagwijze van de orde is onbekend.
De Alexander in de naam verwijst naar de legendarische Alexander de Grote die in Centraal-Azië als "Iskander" vermaard is. Alexander veroverde ook Buchara en zijn embleem was dat van het Koninkrijk Macedonië; een stralende zon.